# Kanton La Roche-sur-Yon-Nord
Kanton La Roche-sur-Yon-Nord is een voormalig kanton van het Franse departement Vendée. Het kanton maakte deel uit van het arrondissement La Roche-sur-Yon. Het werd opgeheven bij decreet van 17 februari 2014 met uitwerking op 22 maart 2015.

## Gemeenten
Het kanton La Roche-sur-Yon-Nord omvatte de volgende gemeenten:
- La Roche-sur-Yon (deels, hoofdplaats)
- Mouilleron-le-Captif
- Venansault